# 地域公共政策士
地域公共政策士（ちいきこうきょうせいさくし）は一般財団法人地域公共人材開発機構が認証する公共政策大学院や地方公共団体、特定非営利活動法人等の資格教育プログラムを受講し、地域の公共政策の分野において有為な人材に付与される民間資格(資格称号)である。2020年5月17日現在、資格取得者は389名（地域公共政策士29名、初級地域公共政策士360名）となっている。

## 概要
当該資格は一般財団法人地域公共人材開発機構が認証する団体で指定された資格教育プログラムを履修し、修了した者に対して授与するものである。発祥は京都で、京都府内の龍谷大学、京都大学、京都府立大学、京都産業大学、京都橘大学、同志社大学、佛教大学、京都文教大学、福知山公立大学の学部・大学院や琉球大学実施されている。また、京都府内の大学・自治体・NPO・経済団体等でつくる地域公共人材養成のためのプロジェクトチームであるKyoto Allianceは、国が行う支援の方向性を示す「地方創生人材プラン」に基づき、公益財団法人日本生産性本部を補助事業者として採択・実施されている「地方創生カレッジ」を通じて、講座を提供している（資格取得は平成30年2月以降予定）。民間資格ではあるが、欧州資格フレームワーク（European Qualifications Framework,EQF）と連動が図られており、日本版資格枠組み（Japanese Qualifications Framework,JQF）のプレ資格枠組み制度として評価されている。文部科学省の定める履修証明制度、厚生労働省の定めるジョブ・カード制度と連動が図られている。
「地域公共政策士」資格は、社会的課題や経済的課題に対して、産公学民の連携を通じて解決する思考と能力を有する人材「地域公共人材」の能力を保証する職能資格であり、2011年度より「地域公共政策士」として大学院修士レベル、2015年度より「初級地域公共政策士」として学部レベルで運用を開始している。なお、初級地域公共政策士プログラムをベースとして、グローバルな観点で物事を考える能力を兼ね備えつつ、地域社会（ローカル）の持続的な発展に情熱を持った人材の育成を図る「グローカル・プロジェクト・マネジャー（GPM）」という資格制度も開始されている。

### 地域公共政策士資格制度の枠組み
出典
| 日本語表記               | 初級地域公共政策士                        | 地域公共政策士                              | 地域公共政策士                              | 地域公共政策士                              |
| 日本語略称               | 初級政策士                                | 政策士                                      | 政策士                                      | 政策士                                      |
| 資格教育プログラム       | 初級地域公共政策士・資格教育プログラム    | 地域公共政策士・資格教育プログラム          | キャップストーンプログラム                  | 特別講義                                    |
| 資格教育プログラムの略称 | 初級プログラム                            | 政策士プログラム                            | キャップストーン                            | 特別講義                                    |
| 英語表記                 | Certified Manager of Public Policy(basic) | Certified Manager of Public Policy(advance) | Certified Manager of Public Policy(advance) | Certified Manager of Public Policy(advance) |
| 英語略称                 | CMPP(b)                                   | CMPP(a)                                     | CMPP(a)                                     | CMPP(a)                                     |
| 対象                     | 大学学部レベル相当                        | 大学院修士レベル相当                        | 大学院修士レベル相当                        | 大学院修士レベル相当                        |
| 学習アウトカム           | EQFレベル6相当                            | EQFレベル7相当                              | EQFレベル7相当                              | EQFレベル7相当                              |
| 履修時間                 | 120時間以上                               | 100時間以上                                 | 80時間以上                                  | 20時間以上                                  |
| 科目数                   | 原則6科目以上                             | 原則5科目以上                               | 1科目以上                                   | ――                                          |
| ポイント                 | 12ポイント                                | 10ポイント                                  | 8ポイント                                   | 2ポイント                                   |

### 資格の社会的活用
各大学では、地域課題解決や地方創生に向けた多様な取り組みの現場を設定するような展開が始まっている。地域公共政策士資格教育プログラムの地域展開及び域学連携の基盤の拡大は、地域公共政策士の資格が自治体、NPO、民間企業等での採用活動における能力証明「社会的パスポート」として活用される可能性を開くものと考えられている。地域公共政策士のなかには、資格取得を通じて培った能力を活かし、次々と政策提案をする行政職や、プロジェクトリーダー的な役割を担う者などが活躍しているという。

## 資格教育プログラムの例

### 初級地域公共政策士プログラム
出典
プログラムの履修によって、ジェネリックスキルを養成するとともに、現実の地域政策での活動を通じて、組織・プロジェクトの一般スタッフ・サブリーダーとしての能力の獲得を目指す。学習者の対象は、学部レベルが想定されている。初級プログラムを修了すると、「初級地域公共政策士」の資格申請をすることができる。
| プログラム名                       | プログラム実施機関                   |
| ---------------------------------- | ------------------------------------ |
| 政策基礎力プログラム               | 同志社大学政策学部                   |
| 文化プロデュース力養成プログラム   | 京都橘大学現代ビジネス学部           |
| 地域で活躍する金融人材プログラム   | 京都橘大学現代ビジネス学部           |
| 都市政策基礎能力プログラム         | 龍谷大学政策学部                     |
| 環境政策基礎能力プログラム         | 龍谷大学政策学部                     |
| グローカル人材プログラム           | 龍谷大学政策学部                     |
| 地域マネージャー養成プログラム     | 京都文教大学総合社会学部             |
| 文化コーディネーター養成プログラム | 京都文教大学総合社会学部             |
| グローカル人材プログラム           | 京都文教大学総合社会学部             |
| 京都学教育プログラム               | 京都大学地域連携教育研究推進ユニット |
| 法政策基礎プログラム               | 京都産業大学法学部                   |
| グローカル人材プログラム           | 京都産業大学法学部                   |
| 地域振興能力養成プログラム         | 佛教大学社会学部                     |
| グローカル人材プログラム           | 佛教大学社会学部                     |
| 政策能力プログラム（基礎）         | 京都府立大学公共政策学部             |
| グローカル人材プログラム           | 京都府立大学公共政策学部             |
| 地域経営人材育成基礎プログラム     | 福知山公立大学地域経営学部           |

### 地域公共政策士プログラム（第2種）
出典
プログラムの履修によって、組織・プロジェクトのリーダーとしての能力の獲得を目指したものである。学習者の対象としては、大学院（修士）レベルが想定されている。
| プログラム名                                         | プログラム実施機関           |
| ---------------------------------------------------- | ---------------------------- |
| 政策能力プログラム(応用)                             | 京都府立大学公共政策学研究科 |
| 自治体行財政システム革新能力プログラム               | 京都府立大学公共政策学研究科 |
| 「地域公共マネジメント」履修証明プログラム           | 同志社大学総合政策科学研究科 |
| 「食農政策士」履修証明プログラム(レベル7/同志社大学) | 同志社大学総合政策科学研究科 |
| 政策能力プログラム(応用)                             | 京都府立大学公共政策学研究科 |
| 地域政策形成能力プログラム                           | 龍谷大学政策学研究科         |
| 協働型＜つなぎ・ひきだす＞対話議論能力プログラム     | 龍谷大学政策学研究科         |
| 環境まちづくり能力プログラム                         | 龍谷大学政策学研究科         |
| 自然を尊敬して京の森林をつくるプログラム             | 京都府立林業大学校           |
| 法政策・地域公共プログラム                           | 京都産業大学法学研究科       |
| 法政策・国際公共プログラム                           | 京都産業大学法学研究科       |
| 地域公共政策士実践力養成プログラム                   | 佛教大学社会学研究科         |

※龍谷大学政策学研究科のプログラムは、文部科学省の認定制度である「職業実践力育成プログラム（BP）」に認定されている。

### 地域公共政策士プログラム（キャップストーンプログラム）
出典
課題を抱える地域にチームで入り、現実の課題解決に臨む「課題解決型学習（PBL：Project Based Learning）」である。学習者の対象としては、大学院（修士）レベルを想定している。
| プログラム名                                   | プログラム実施機関           |
| ---------------------------------------------- | ---------------------------- |
| 「キャップストーン」プログラム                 | 同志社大学総合政策科学研究科 |
| 龍谷大学地域公共人材キャップストーンプログラム | 龍谷大学政策学研究科         |
| キャップストーン                               | 京都府立大学公共政策学研究科 |
| キャップストーン                               | 京都府立林業大学校           |
| キャップストーンプログラム                     | 京都産業大学法学研究科       |

## 資格プログラムの提供
資格プログラムは、大学のみならず、産業界、⾏政、教育機関、市⺠団体など多様な主体が提供する社会的認証に適合したものが対象となっている。社会的認証とは、専⾨的な共通の知識を有する同業者・同僚等によって⾏われるピアレビュー評価とは異なり、産業界、⾏政、教育機関、市⺠団体などの関係者等がプログラム内容を確認し、社会が求める資格教育プログラムが実現されているかを様々な視点から確認し、評価するものである。こうした産官学⺠の視点から資格教育プログラムを確認し、認証することを、一般財団法人地域公共人材開発機構では「社会的認証」と呼んでいる。社会的認証は、「初級地域公共政策⼠・資格教育プログラム」、「地域公共政策⼠・資格教育プログラム」、「PBL プログラム」、「キャップストーンプログラム」の 4 つのプログラムを対象とし、それぞれについて社会的認証基準を定めている。 

## 京都府における資格教育プログラムの共同開発・運用
資格制度は、地域公共人材大学連携事業として、京都の9大学（龍谷大学（代表校）、同志社大学、京都府立大学、京都産業大学、京都橘大学、京都文教大学、成美大学、京都大学、佛教大学）や自治体（京都府、京都市）、経済団体（京都商工会議所、（一社）京都経済同友会）、NPO・民間団体（（公財）京都市景観・まちづくりセンター、（公財）大学コンソーシアム京都、（特活）きょうとNPOセンター、（一財）地域公共人材開発機構、（一社）京都府北部地域・大学連携機構）が連携して「地域公共政策士の資格制度」の共同開発・運用を行っている。